# Prosper d'Aquitaine
Prosper d'Aquitaine, en latin Prosper Aquitanus, né vers 390 en Aquitaine et mort vers 463, est un écrivain chrétien, disciple de saint Augustin, et un chroniqueur, continuateur de la Chronique universelle d'Eusèbe de Césarée, ensuite poursuivie par saint Jérôme.
Entretenant une correspondance avec saint Augustin, il soutient son combat contre les pélagiens et s'attache à diffuser sa doctrine de la grâce.
Saint laïc, il est fêté le 25 juin.

## Biographie

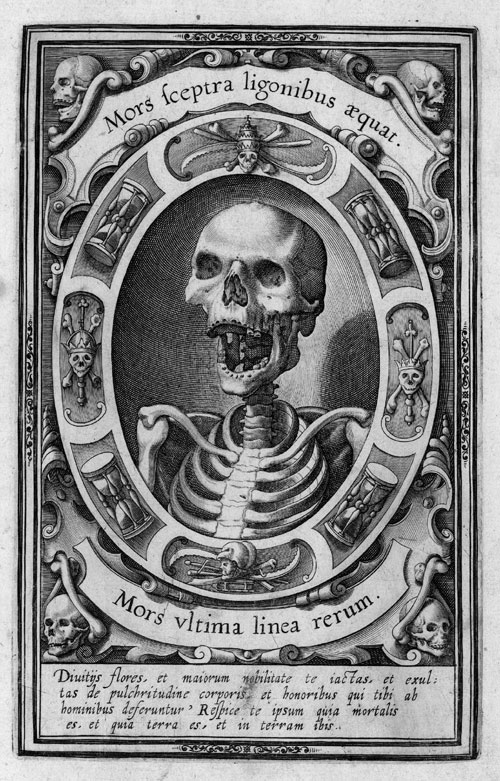
Citation attribuée à Prosper d'Aquitaine : « La mort rend les sceptres et les houes égaux, la mort, la limite ultime des choses », gravure attribuée à Philippe Galle.

Prosper naît dans l'Aquitaine romaine, qui fait alors partie de l'Empire romain d'Occident (préfecture du prétoire des Gaules, diocèse (civil) de Vienne), sous les règnes de Valentinien II (Occident) et de Théodose Ier (Orient), à une époque où le christianisme devient la religion officielle de l'empire.
Alors qu'il est déjà marié, il se rend vers vers 427 à Marseille afin de compléter ses études et ses connaissances religieuses. Là, il vit pendant quelque temps comme frère laïc (frère lai). C'est peut-être durant ce séjour qu'il écrit à son épouse : « Faisons en sorte, chère amie, que la vie que nous menons soit chrétienne. Rends-moi les devoirs que je dois te rendre. Veille sur celui qui doit veiller sur toi. Sois ma consolation dans mes peines. Relève-moi si je tombe, reprends-toi quand je te signale quelque faute. Qu’il ne nous suffise point d’être un seul corps, soyons aussi une seule âme ».
À cette époque, Jean Cassien et ses disciples élaborent en réaction aux derniers écrits de saint Augustin sur la grâce, une doctrine appelée à la fin du XVIe siècle « semi-pélagianisme ». En 429, Prosper écrit à saint Augustin à ce sujet.
En 431, il vient à Rome pour questionner le pape Célestin Ier à propos des enseignements d’Augustin,.
En 440, durant la première année de son pontificat, le pape Léon Ier l’appelle auprès de lui comme secrétaire,.
La date de sa mort n'est pas connue, mais sa chronique court jusqu’en 455, et le chroniqueur Marcellin le mentionne en 463, ce qui semble indiquer que sa mort est survenue après cette date.

## Doctrine et travaux
Bien que laïc (il n'a jamais été ordonné prêtre), il se jette avec ardeur dans les controverses religieuses de son temps, pour la défense et la propagation de la pensée d’Augustin,.

### Relations avec saint Augustin
Il entretient une correspondance avec saint Augustin, évêque d'Hippone (aujourd'hui Annaba en Algérie), avec son ami Hilaire, (qu'il ne faut pas confondre avec Hilaire d'Arles).
Bien qu'il ne l'ait jamais rencontré, son enthousiasme pour le grand théologien (auteur de la Cité de Dieu vers 415) l'amène à rédiger une version abrégée de son commentaire sur les Psaumes, ainsi qu'un recueil de citations extraites de ses œuvres, sans doute la première compilation dogmatique de ce genre, dont le Liber Sententiarum de Pierre Lombard (vers 1100-1160) est l'exemple le plus connu.
Il a également versifié quelques-unes des idées théologiques d'Augustin en 106 épigrammes.

### Ouvrages religieux
Dans son poème De omnium gentium vocatione (« L'appel de toutes les nations »), il étudie la question de l'appel des Gentils, à la lumière de la doctrine de la grâce d'Augustin (la grâce que Dieu leur a faite en les appelant à la connaissance de l'évangile), il apparaît ainsi comme le premier des augustinistes du Moyen Âge.
Son principal ouvrage est De gratia Dei et libero arbitrio (432), écrit contre le livre de Jean Cassien, Collatio.
Il a également incité le pape Célestin à publier une lettre aux évêques de Gaule (Epistola ad episcopos Gallorum) contre certains membres de l'Église de Gaule.

### Chronique de Prosper d'Aquitaine
L’Epitoma Chronicon couvre la période de 379 à 455. Prosper a composé une première version en 433 et l'a ensuite complétée à plusieurs reprises jusqu’en 455.
En l'absence d'autres sources, cet ouvrage est précieux en ce qui concerne la période de 425 à 455, qu'il a lui-même connue, et qui inclut les offensives d'Attila en Gaule (451) et en Italie (452). Par rapport à ses continuateurs, il expose les événements politiques de façon détaillée.
Il y a eu cinq éditions différentes, la dernière datant de 455, juste après la mort de Valentinien III.
Pendant longtemps, le Chronicon imperiale a également été attribué à un certain « Prosper Tiro », mais sans la moindre justification. Il est entièrement indépendant de Prosper, et dans certaines parties montre même des tendances pélagiennes. Il pourrait s'agir simplement d'une confusion par mélange de "surnoms".

## Liste de ses écrits (avec une analyse)
- Adversus Ingratos, écrit vers 430, attaque les pélagiens dans un poème polémique d'environ un millier de vers.
- De gratia Dei et libero arbitrio, contra Collatorem de 432. Cet écrit représente l'avis final de Prosper sur le problème de la nécessité de la grâce. Il a été écrit sous le règne du pape Sixte III et répond point à point aux « Collationes » de Jean Cassien.
- Capitulla ; il s'agit d'une liste de dix points de doctrine affirmant l'efficacité et la nécessité de la grâce de Dieu, chacun séparément étayé par les déclarations du pape. Elle a été écrite entre 435 et 442.
- De vocatione omnium gentium (L'Appel de tous les peuples) écrit en 450, poème en 1 002 vers (hexamètres dactyliques), est une tentative de concilier le dessein de Dieu qui veut que tous les hommes soient sauvés et l'enseignement sur la grâce de saint Augustin. L'argument est que, bien que tous les êtres humains ne reçoivent pas la grâce qui sauve, ils reçoivent la grâce de Dieu en général. C'est la contribution la plus originale de Prosper à la théologie.
- Epitoma Chronicon est la version de Prosper de l'Histoire du Monde. Il y a cherché à donner sa propre version de la controverse pélagienne et dans sa propre interprétation de l'histoire récente. L’« Epitoma Chronicon » se termine en 455.
- Sententia est une collection de 92 maximes tirées des écrits de saint Augustin.
- Epigrammata est une compilation versifiée en 106 épigrammes. Ces deux ouvrages étaient destinés à être utilisés comme guide pour le chrétien au point de vue moral et doctrinal.
- Pro Augustino responsiones : après la mort d'Augustin, il écrit trois séries de défenses de saint Augustin, en particulier contre Vincent de Lérins.
- Carmen de Providentia Divina (Poème sur la Providence Divine) : le problème de la providence est discuté dans le contexte de l'invasion de la Gaule par les Vandales et les Goths. L’attribution de cette œuvre à saint Prosper est contestée.

## Bilan
Plusieurs historiens[Qui ?] pensent que sa renommée ne repose pas sur ses travaux historiques, mais sur ses activités de théologien et de propagandiste de la doctrine augustinienne de la grâce. La plupart de ses œuvres étaient destinées à la défense et la propagation des enseignements d'Augustin, notamment celui relatif à la grâce et au libre arbitre.
Les épigrammes de Prosper, très populaires, ont fourni une méthode de formation à la morale et aux aspects de la doctrine augustinienne.
Prosper a également joué un rôle essentiel dans la controverse pélagienne dans le sud de la Gaule dans les années 420,.
Pour  Antoine Arnauld (le « Grand Arnauld »), Prosper est « le plus grand disciple de saint Augustin, et le chef des disciples de saint Augustin ».

### Textes de Prosper
- Prosperus Aquitanus, Opera Omnia dans Migne, Patrologie latine.